# Lambak
Lambak is een bestuurslaag in het regentschap Nias Selatan van de provincie Noord-Sumatra, Indonesië. Lambak telt 224 inwoners (volkstelling 2010).